# William E. Ward House
William E. Ward a fait construire, en 1873-1874, sa maison familiale William E. Ward House en béton armé, première application de ce matériau aux États-Unis, dans le village de Rye Brook, à Rye (New York), comté de Westchester, dans l'État de New York. 

## Historique

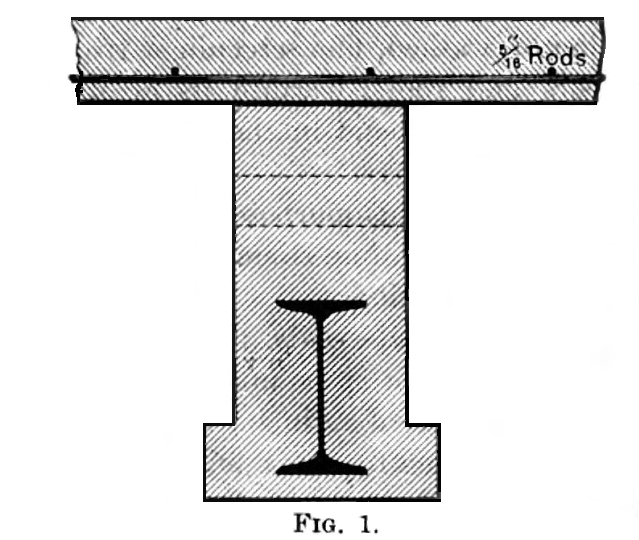
Poutre en béton armé supportant le plancher en béton armé
dans Béton in Combination with Iron as a Building Material

William E. Ward était un ingénieur mécanicien américain, inventeur et propriétaire de la Russell, Burdsall & Ward Bolt and Nut Company, de Port Chester. Il était né en 1821, et mort en 1901
Sa mère ayant la phobie du feu, il veut construire une maison familiale dans des matériaux insensibles au feu à partir de 1870.
Il prend connaissance au cours d'un voyage en Angleterre des publications de François Coignet sur les poutres en béton armé. Pour cette construction, il emploie pour la mise en œuvre du béton une technique mise au point par François Coignet avec un béton sec et compacté en place. Avant de réaliser les planchers en béton armé, William E. Ward fait faire des essais par ses ouvriers, en 1871-1872. Ces essais lui ont permis de déterminer la taille optimale des agrégats et lui ont montré qu'il fallait placer les armatures en-dessous de la fibre neutre des poutres de plancher.
En 1873-1875, il fait construire sa maison à Rye Brook, New-York, par l'architecte Robert Mook dans le style néogothique du Second Empire.
Après la réalisation de sa maison, il a fait des essais sur la résistance et la déformation des poutres du plancher. 
La maison est inscrite au Registre national des lieux historiques.

## Publications
- Fire-proof building construction, Popular Science Monthly, Volume 23, Septembre 1883 (lire en ligne)
- Béton in Combination with Iron as a Building Material, p. 388-403, Transactions of the American Society of Mechanical Engineers, November 1882 and june 1883, volume IV (lire en ligne)